# Томс, Фредерик
Фредерик Перси Томс (англ. Frederick Percy Toms; 15 апреля 1885, Барри — 26 июня 1965, неизвестно) — канадский гребец, бронзовый призёр летних Олимпийских игр 1908.

## Биография
На Играх 1908 в Лондоне Томс вместе с Норви Джексом соревновался среди двоек без рулевого. Они проиграли в полуфинале, но всё равно заняли третье место и получили бронзовые медали.